# أوران جاكسون
أوران جاكسون (بالإنجليزية: Oran Jackson)‏ هو لاعب كرة قدم بريطاني في مركز الدفاع، ولد في 16 أكتوبر 1998 في ميلتون كينز في المملكة المتحدة. لعب مع ميلتون كينز دونز.

## وصلات خارجية
- أوران جاكسون على موقع قاعدة بيانات كرة القدم.إي يو (الإنجليزية)
- أوران جاكسون على موقع Soccerbase.com (لاعب) (الإنجليزية)
- أوران جاكسون على موقع Soccerway.com (الإنجليزية)